# Доленци (Битољ)
Доленци (мкд. Доленци) су насеље у Северној Македонији, у јужном делу државе. Доленци припадају општини Битољ.

## Географија
Насеље Доленци је смештено у јужном делу Северне Македоније. Од најближег већег града, Битоља, насеље је удаљено 18 km западно.
Доленци се налазе у области Ђаваткол, планинске области између Пелагоније и басена Преспанског језера. Насеље је смештено на северним падинама планине Баба, док се северозападно од села издиже планина Бигла. Близу села су границе националног парка „Пелистер“. Кроз село протиче речица Шемница горњим делом свог тока. Надморска висина насеља је приближно 800 метара.
Клима у насељу је планинска због знатне надморске висине.

## Становништво
Доленци су према последњем попису из 2021. године имали 236 становника.
| Национални састав према попису из 2021.‍ | Национални састав према попису из 2021.‍ | Национални састав према попису из 2021.‍ | Национални састав према попису из 2021.‍ | Национални састав према попису из 2021.‍ |
| --------------------------------------- | --------------------------------------- | --------------------------------------- | --------------------------------------- | --------------------------------------- |
|                                         |                                         |                                         |                                         |                                         |
| Албанци                                 | Албанци                                 |                                         | 200                                     | 84,7%                                   |
| Македонци                               | Македонци                               |                                         | 30                                      | 12,7%                                   |

Већинска вероисповест је ислам, а мањинска православље.